# تاريخ اليهود في الأردن

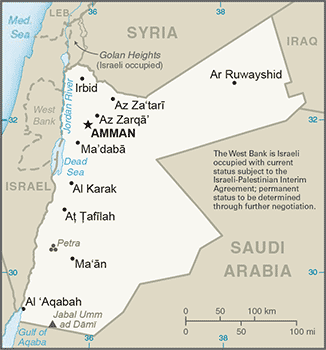
خارطة الأردن

يمكن إرجاع تاريخ اليهود في الأردن إلى الأزمنة التوراتية. حالياً بالرغم من عدم وجود قيود قانونية على اليهود في الأردن، حيث تعترف السلطات الأردنية بالديانة اليهودية وتسمح لهم بالتملك وممارسة الأعمال داخل الأراضي الأردنية، إلا أنه في 2006 أفادت تقارير بعدم وجود مواطن يهودي واحد يحمل الجنسية الأردنية أو أي معابد أو مؤسسات يهودية في البلاد.

## القبائل الإسرائيلية
وفقاً للكتاب العبري فإن 3 قبائل من بني إسرائيل استوطنت الجانب الشرقي من وادي نهر الأردن، المنطقة الداخلة حدود في الأردن اليوم، وهي قبائل رئوبن وجاد ومنشيه. كانت هذه القبائل جزءا من مملكة إسرائيل الشمالية حتى غزاها الآشوريون في ج. 723 قبل الميلاد وارتحلت القبائل من المنطقة.
قامت مملكة إدوم، التي ورد ذكرها أيضاً في الكتاب العبري، في المنطقة التي تمثل جنوب الأردن اليوم، بين البحر الميت وخليج العقبة.
كان أنتيباتر الأدومي، أحد القادة الحشمونيين، من أصول إدومية، وكان السابق للسلالة الهيرودية التي حكمت منطقة يهودا بعد الغزو الروماني.
قبل حصار تيتوس للقدس عام 70 تكونت فرقة من 20 ألف أدومي للدفاع عن الزيلوت الذين كانوا محاصرين في الهيكل الثاني.
انتهى ذكر الأدوميين في كتب التاريخ بعد فترة الحروب اليهودية الرومانية.

## العصر الروماني

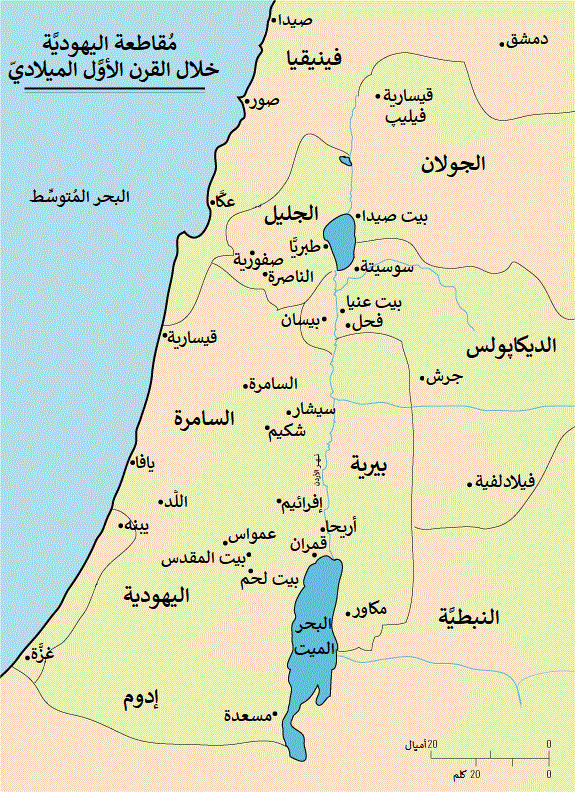
مقاطعة يهودا على ضفتي نهر الأردن في القرن الأول.

بدأ الحكم الروماني للمنطقة في 63 ق. م.، عندما أعلن بومبيوس الكبير منطقة يهودا تحت الحماية الرومانية. ومع مرور السنوات ازدادت القوة الرومانية في المنطقة على حساب المملكة اليهودية. كان من أبرز أصوات المعارضة وقتها يوحنا المعمدان، الذي قيل إن رأسه قدمت لهيرودس الأول على طبق فضة في قلعة مكاور. سيطر الثوار أثناء الثورة اليهودية الكبرى على قلعة مكاور وبيت نمرة وبيت حرام في 66 م. وظلت مكاور تحت سيطرة اليهود حتى 72 م بعدما وقعت الهزيمة بالقوات اليهودية المتمردة نتيجة الحصار.
بنهاية ثورة بار كوخبا بين عامي 132-135 م ضم الرومان مقاطعة يهودا إلى مقاطعة الجليل لتكوين مقاطعة جديدة تحت اسم سوريا فلسطين.  وبعد الغزو الروماني صارت الأراضي على ضفتي نهر الأردن تحت حكم الولاة الرومانيين، ثم من بعدهم الولاة المسلمون.
كشفت مجموعة حفريات في منطقة غور الصافي في الفترة من 1986-1996 عن شواهد قبور عليها نقوش بالآرامية، مما يرجح أن أصحاب هذه الشواهد من اليهود. يكشف بعض هذه النقوش عن أصول متوفى بأنه يهودي انحدر من حمير (اليمن حالياً)  وكتابات جنائزية ترجع إلى الفترة 470-477 م مكتوبة بمزيج من حروف آرامية وعبرية وسبئية.  ترجع هذه المقابر إلى القرنين الرابع والخامس الميلاديين، حيث كانت منطقة تسؤار (قرب غور الصافي اليوم) مركزاً يهودياً. وعلى غير المعتاد دفن اليهود والمسيحيون في نفس المقبرة. 

## الانتداب البريطاني
أيد وعد بلفور البريطاني فكرة إنشاء وطن قومي لليهود في فلسطين على الرغم من أن حدودها لم تكن واضحة المعالم. قدمت المنظمة الصهيونية العالمية تصوراً لحدود فلسطين تحت الانتداب البريطاني في مؤتمر باريس للسلام 1919 جاء فيه:
"إن سهول شرق الأردن الخصبة، منذ العصور التوراتية الأولى، مرتبطة اقتصادياً وسياسياً بالأراضي الواقعة غرب الأردن. البلد الذي هو اليوم منخفض السكان، في العصر الروماني احتوى سكاناً كثيرين. قد تصلح الآن بشكل بارز للاستعمار على نطاق واسع. إن النظرة العادلة للاحتياجات الاقتصادية لفلسطين والعرب يتطلب منح الحكومتين حرية الوصول لسكة حديد الحجاز  بطول مسارها." 
وبشكل لا يتفق مع ترشيحات المنظمة الصهيونية العالمية، تعاملت الإدارة البريطانية منذ 1917 مع منطقة شرق الأردن بشكل منفصل، وكانت تنظر إليها باعتبارها دولة مستقلة مستقبلية. أعلن الحصر الرسمي للوطن القومي لليهود لمنطقة غرب الأردن فقط في مؤتمر القاهرة في مارس 1921، وأضيف مقال جديد لمسودة نص الانتداب يتيح للحكومة البريطانية إدارة منطقة شرق الأردن بشكل منفصل. وافقت عصبة الأمم على الانتدابفي يوليو 1922، وفي سبتمبر 1922 أيدت العصبة مذكرة شرق الأردن التي ذكرت بالتفصيل فصل شرق الأردن عن إدارة الوطن القومي الجديد لليهود.
كان الحضور الرسمي الوحيد المقبول لليهود في منطقة شرق الأردن في أواخر عشرينات القرن العشرين. ففي 1927، وقع بنحاس روتنبرغ مؤسس شركة فلسطين للكهرباء اتفاقاً مع أمير شرق الأردن عبد الله الأول لبناء محطة طاقة كهرمائية في منطقة شرق الأردن. وبدأ إنشاء محطة ناحارايم/الباقورة الكهرمائية في العام التالي. وأنشئت قرية تل أور في 1930 قرب المحطة لضمان الإقامة الدائمة للموظفين وأسرهم، وكانت القرية الوحيدة التي يقطنها يهود في شرق الأردن في ذلك الوقت. وقد مارس سكانها النشاط الزراعي، حيث زرعوا آلاف الدونمات وباعوا بعض منتجاتهم في مجمع تجاري لعمال الشركة في حيفا. استمرت هذه القرية حتى إخلائها في 1948 خلال الحرب العربية الإسرائيلية، حيث دخلتها قوات العراق وإمارة شرق الأردن وخربتها. كذلك كانت بعض العائلات اليهودية تسكن السلط، ثم نزحت عنها مع بداية الثورة العربية الكبرى عام 1936.

## العلاقات الأردنية الإسرائيلية
لم تكن الأردن عضواً في الأمم المتحدة عندما وقع التصويت على قرار تقسيم فلسطين في 1947، ولكن عند إعلان قيام دولة إسرائيل في 14 مايو 1948، كانت الأردن (إمارة شرق الأردن حينها) عضواً في جامعة الدول العربية التي أعلنت الحرب على الدولة الوليدة، لتقوم بذلك الحرب العربية الإسرائيلية. بنهاية الحرب، كانت الضفة الغربية وشرق القدس بما فيها البلدة القديمة تحت سيطرة الأردن، وهجرت من تبقى من اليهود في البلدةالقديمة.  قام الجيش العربي الأردني بتفجير كنيس الخراب، الذي أنشئ في 1701.
في 1950 ضمت الأردن الضفة الغربية وشرق القدس إليها، وفي 1954 منحت الجنسية الأردنية لقاطنيها من غير اليهود والذين كانوا يحملون الجنسية الفلسطينية قبل 15 مايو 1948.  خلال التسعة عشر عاماً من الحكم الأردني للضفة الغربية تم تدمير ثلث مباني الحي اليهودي بالقدس.  وفقاً لشكوى قدمتها إسرائيل لدى الأمم المتحدة، تم تدمير 34 من 35 من دور العبادة اليهودية في البلدة القديمة، وتم تخريب أو نهب الهياكل واستعملت أفنيتها كحظائر دواجن أو اسطبلات خيول. 
فقدت الأردن السيطرة على الضفة الغربية نتيجة حرب 1967، إلا أنها لم تتنازل عن أحقيتها في الضفة الغربية حتى عام 1988، وفي عام 1994 تم توقيع معاهدة السلام بين الأردن وإسرائيل. لم تغير المعاهدة من حالة اليهود في الأردن، وأشارت تقارير في 2006 بعدم وجود مواطن يهودي أردني واحد أو أي معابد أو معاهد يهودية. على الرغم من ذلك، فإن الدولة لا تحظر ممارسة الدين اليهودي ولا تفرض قيوداً على اليهود، حيث يسمح لهم بالتملك ومباشرة الأعمال في البلاد. على الرغم من أن ذلك قد يخضع لمتطلبات الجنسية الأردنية.

## التجارة والسياحة
وقد رحب الأردن بعدد من الشركات الإسرائيلية لفتح مصانع في الأردن. كما يزور السياح الإسرائيليون واليهود من الدول الأخرى الأردن. في العام التالي لمعاهدة السلام بين الدولتين، زار حوالي 40 ألف إلى 60 ألف سائح إسرائيلي الأردن. توقعات تقارب العلاقات بين الدولتين أثمرت محاولة فتح مطعم كوشر في عمان، إلا أن انعدام الزبائن العرب وعدم التمكن من ضمان شهادة كوشر ونقص الاهتمام بين السياح أدى لفشل الفكرة.
انخفضت السياحة الإسرائيلية بشكل ملحوظ بعد الانتفاضة الثانية كنتيجة من حالة الاهتياج الشعبي ضد إسرائيل بين قطاع واسع من الأردنيين. في أغسطس 2008، أعاد حرس حدود أردنيون مجموعة من السياح الإسرائيليين الذين اصطحبوا معهم تيفيلين، وهي تمائم يهودية. وبحسب الحرس فإن هذه التمائم تشكل خطراً أمنياً حتى لو كانت تستخدم بخصوصية في الفنادق، ولا يسمح بدخولها البلاد. وفي المقابل اختارت المجموعة السياحية عدم دخول الأردن. حدث موقف مشابه في أغسطس 2019، حيث شارك مجموعة سياح إسرائيليين مقطع فيديو لأنفسهم وهم يرقصون ومعهم لفائف من التوراة عند مقام النبي هارون وجبل هور قرب البتراء. صادرت السلطات الأردنية مقتنيات دينية يهودية من المجموعة ومنعت زيارة المجموعات السياحية الأجنبية للمكان بدون تصريح من وزارة الأوقاف.